# Moment linéaire
Ne doit pas être confondu avec Quantité de mouvement.
Pour les articles homonymes, voir Moment et Linéaire.
 (janvier 2022).
Le moment linéaire ou impulsion est, en mécanique analytique, le moment conjugué d'une variable d'espace linéaire (par opposition aux variables d'espace angulaires)[style à revoir]. Cette notion, utilisée aussi en mécanique quantique, coïncide la plupart du temps avec celle de quantité de mouvement.

## Mécanique analytique

### Définition en mécanique analytique
En mécanique analytique, le moment conjugué {\displaystyle p_{i}} (aussi appelé impulsion généralisée) de la coordonnée généralisée {\displaystyle q_{i}} est donné par la formule :
{\displaystyle p_{i}={\frac {\partial L}{\partial {\dot {q_{i}}}}}}Ce moment conjugué est appelé moment linéaire (ou impulsion) lorsque les coordonnées généralisées {\displaystyle q_{i}} correspondent aux coordonnées cartésiennes.

## Mécanique quantique
En mécanique quantique, l'opérateur impulsion {\displaystyle {\hat {\vec {P}}}} permet d'obtenir les valeurs possibles de l'impulsion d'une particule. Il se décompose en trois opérateurs : {\displaystyle {\hat {P_{x}}}}, {\displaystyle {\hat {P_{y}}}}, {\displaystyle {\hat {P_{z}}}}. Plus exactement, les valeurs possibles des composantes de l'impulsion sont données par les valeurs propres des opérateurs {\displaystyle {\hat {P_{i}}}}.

### Définition en mécanique quantique
En représentation position, l'opérateur impulsion peut être mis sous la forme {\displaystyle {\hat {\vec {P}}}=-i\hbar {\vec {\nabla }}} où {\displaystyle {\vec {\nabla }}} est l'opérateur gradient et {\displaystyle \hbar } est la constante de Planck réduite.
L'opérateur impulsion {\displaystyle {\hat {\vec {P}}}} peut être défini de cette manière à partir de l'opérateur position {\displaystyle {\hat {\vec {R}}}} et des relations de commutation canoniques :
{\displaystyle {\begin{cases}\left[{\hat {R}}_{j},{\hat {P}}_{k}\right]=i\hbar \delta _{jk}{\hat {1}}\\\left[{\hat {P}}_{j},{\hat {P}}_{k}\right]=0\\\left[{\hat {R}}_{j},{\hat {R}}_{k}\right]=0\end{cases}}j,k=x,~y,~z}
Le principe de correspondance consiste à identifier les crochets de Poisson {qj, pk} = δjk en mécanique hamiltonienne aux commutateurs {\displaystyle \left[{\hat {R}}_{j},{\hat {P}}_{k}\right]=i\hbar \delta _{jk}{\hat {1}}} en mécanique quantique.

### Principe d'indétermination
Intuitivement, le commutateur de deux observable permet de quantifier à quel point les grandeurs associées sont mesurables simultanément. Les relations de commutation canoniques impliquent que les commutateurs {\displaystyle \left[{\hat {R}}_{j},{\hat {P}}_{j}\right]=i\hbar {\hat {1}}}, où {\displaystyle \textstyle {\hat {1}}} est l'opérateur identité, ne sont pas nuls, et donc que les grandeurs associées ne peuvent pas être déterminées simultanément avec une précision arbitraire. C'est ce qu'on appelle le principe d'indétermination de Heisenberg, formalisé par les inégalités de Heisenberg :{\displaystyle \sigma _{R_{j}}\sigma _{P_{j}}\geqslant {\frac {\hbar }{2}}}
Où {\displaystyle \sigma _{R_{j}}} et {\displaystyle \sigma _{P_{j}}} sont respectivement l'écart-type sur la position et l'écart-type sur l'impulsion.

#### Conséquences
La principale conséquence du principe d'indétermination est qu'en mécanique quantique on ne peut pas associer une trajectoire bien définie à une particule. Cependant, il existe des interprétations alternatives de la mécanique quantique qui permettent de définir de telles trajectoires en proposant une autre définition de l'opérateur impulsion. Ces théories — dont la théorie de de Broglie-Bohm fait partie — sont très peu connues et déconsidérées par les physiciens.

## Distinction entre impulsion et quantité de mouvement
L'impulsion est égale à la quantité de mouvement lorsque les forces appliquées à la particule dérivent d'une énergie potentielle.
Dans le cas d'une particule (sans spin) de charge {\displaystyle q} en mouvement dans un champ électromagnétique, la force de Lorentz {\displaystyle {\vec {F}}=q{\vec {E}}+q{\vec {v}}\wedge {\vec {B}}} — qui ne dérive pas d'une énergie potentielle — entre en jeu. Impulsion {\displaystyle {\vec {p}}} et quantité de mouvement {\displaystyle {\vec {\pi }}} ne sont plus identiques en raison d'un terme dû au potentiel vecteur {\displaystyle {\vec {A}}}. La relation reliant ces quantités est alors {\displaystyle {\vec {p}}={\vec {\pi }}+q{\vec {A}}}.